# تله‌داین
تله‌داین (انگلیسی: Teledyne Technologies) شرکت خوشه‌ای آمریکایی است، که در سال ۱۹۶۰ توسط هنری سینگلتون و جورج کوزمتسکی تأسیس شد.